# Shikabala
Shikabala, właśc. Mahmoud Abdel Razek Fadlallah (ar. محمود عبدالرازق „شيكابالا, ur. 5 marca 1986 w Asuanie) – egipski piłkarz, grający na pozycji ofensywnego pomocnika.

## Kariera klubowa
Shikabala pochodzi z Asuanu, ale jest wychowankiem klubu Zamaleku z Kairu. W 2002 roku zadebiutował w jego barwach w pierwszej lidze egipskiej. Już w debiutanckim sezonie 2002/2003 wywalczył z Zamalekiem swoje pierwsze w karierze mistrzostwo kraju. W 2003 roku zdobył też Superpuchar Afryki, a w 2004 roku obronił z Zamalekiem mistrzowski tytuł.
W 2005 roku Shikabala przeszedł do greckiego PAOK-u Saloniki. W lidze greckiej zadebiutował 27 sierpnia 2005 w przegranym 0:1 wyjazdowym spotkaniu ze Skodą Xanthi. 20 listopada tamtego roku strzelił pierwszego gola w greckiej lidze, w meczu z Kallitheą (1:1). W PAOK-u grał przez jeden sezon.
W 2006 Shikabala trafił do Haras El-Hodood SC. Na początku 2007 roku Shikabala wrócił do Zamaleku Kair, jednak transfer odbył się bez zgody PAOK-u. Piłkarz został ukarany przez FIFA grzywną w wysokości 990 tysięcy euro i dyskwalifikacją w sezonie 2008/2009. W sezonie 2007/2008 zdobył Puchar Egiptu. W sezonie 2012/2013 był wypożyczony do Al-Wasl Dubaj.
W sezonie 2013/2014 Shikabala był zawodnikiem Sportingu. Rozegrał w nim jeden mecz w pierwszej drużynie i pięć w drugiej.
W 2015 roku Shikabala trafił do Ismaily SC, a w 2016 wrócił do Zamaleku.
| Sezon   | Klub               | Kraj                         | Rozgrywki     | Mecze | Bramki |
| ------- | ------------------ | ---------------------------- | ------------- | ----- | ------ |
| 2002/03 | Zamalek SC         | Egipt                        | 1. liga       | 6     | 0      |
| 2003/04 | Zamalek SC         | Egipt                        | 1. liga       | 7     | 0      |
| 2004/05 | Zamalek SC         | Egipt                        | 1. liga       | 9     | 0      |
| 2005/06 | PAOK FC            | Grecja                       | Alpha Ethniki | 23    | 4      |
| 2006/07 | Haras El-Hodood SC | Egipt                        | 1. liga       | ?     | ?      |
| 2006/07 | Zamalek SC         | Egipt                        | 1. liga       | 8     | 3      |
| 2007/08 | Zamalek SC         | Egipt                        | 1. liga       | 22    | 5      |
| 2008/09 | Zamalek SC         | Egipt                        | 1. liga       | 16    | 3      |
| 2009/10 | Zamalek SC         | Egipt                        | 1. liga       | 25    | 7      |
| 2010/11 | Zamalek SC         | Egipt                        | 1. liga       | 27    | 13     |
| 2011/12 | Zamalek SC         | Egipt                        | 1. liga       | 14    | 3      |
| 2012/13 | Al-Wasl Dubaj      | Zjednoczone Emiraty Arabskie | UAE League    | 25    | 7      |
| 2013/14 | Sporting CP        | Portugalia                   | Primeira Liga | 1     | 0      |
| 2013/14 | Sporting CP B      | Portugalia                   | Segunda Liga  | 5     | 0      |
| 2015/16 | Ismaily SC         | Egipt                        | 1. liga       | 8     | 2      |
| 2015/16 | Zamalek SC         | Egipt                        | 1. liga       | 17    | 1      |

## Kariera reprezentacyjna
W reprezentacji Egiptu Shikabala zadebiutował 3 czerwca 2007 roku w zremisowanym 1:1 spotkaniu eliminacyjnym do Pucharu Narodów Afryki 2008 z Mauretanią. W 2010 roku został powołany przez Hassana Shehatę do kadry na Puchar Narodów Afryki 2010.